# Ku-Klux-Klan/Orion
Ku-Klux-Klan / Orion jsou skladby třetího singlu kapely Arakain. Byl nahrán v únoru – květnu roku 1989 ve studiu Propast. Vyšlo v rámci projektu Rockmapa Petra Jandy. V těchto měsících se zrovna nahrávaly skladby k albu Thrash the Trash. Rockmapa 13. Skladby Ku-Klux-Klan a Orion vznikly ke konci roku 1987, k nahrávaní singlu se dočkaly až v roce 1989. 

## Skladby
1. Ku-Klux-Klan – 4:47
2. Orion – 4:16

## Singl byl nahrán ve složení
- Aleš Brichta – zpěv
- Jiří Urban – kytara, sbory
- Daniel Krob – kytara
- Zdeněk Kub – baskytara
- Robert Vondrovic – bicí